# Aeonium spathulatum
Aeonium spathulatum és una espècie fanerògama subtropical amb fulles suculentes del gènere Aeonium de la família de les crassulàcies. És un endemisme de El Hierro, La Palma, La Gomera, Tenerife i Gran Canària a les Illes Canàries. Creix als riscos a zones forestals i roques subalpines, molt comú localment, de 800 a 2.000 m.

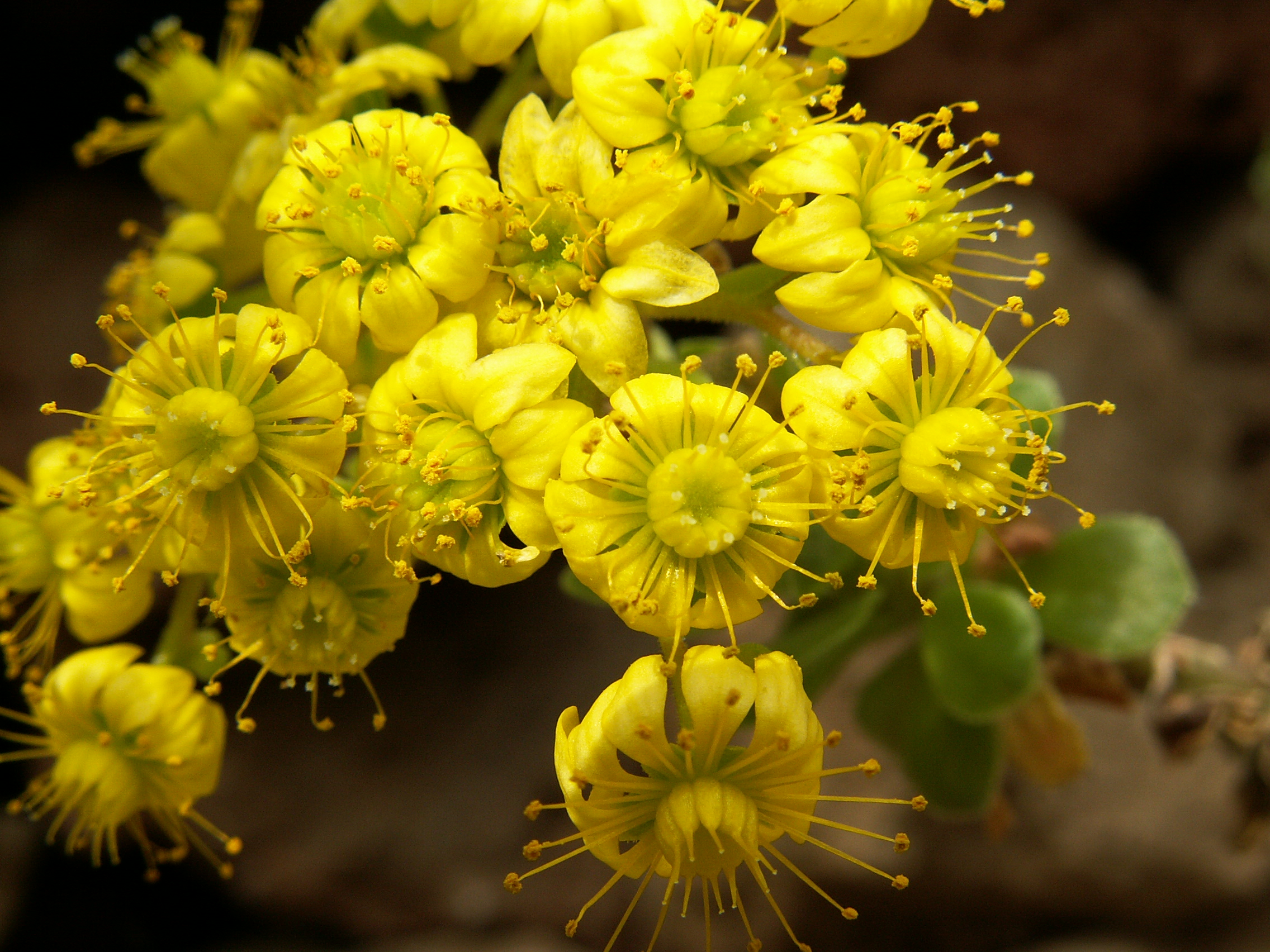
Vista de les flors

Aeonium és un nom genèric del llatí aeonium, aplicat per Dioscòrides a una planta crassa, probablement derivat del grec aionion, que significa "sempre viva". spathulatum és un epítet llatí que significa "espatulat", és a dir, amb forma de cullera, fent al·lusió a la forma de les fulles. Aeonium spathulatum va ser descrita per (Hornem.) Praeger i publicada a Proceedings of the Royal Irish Academy xxxviii. Sect. B, 482 (1929).
Pertany al grup d'espècies arbustives petites, amb tiges ramificades, dens, erecte amb branques fines i llenyoses, llises i sense pèls blancs. Arriba a mesurar fins a 90 cm d'alçada. Les seves fulles són curtes, espatulades i de mida petita, de 3 cm de longitud, molt enganxoses i amb glàndules linears, i les seves vores tenen cilis com un rosari. Les fulles noves formen un capoll globular atapeït durant el període sec. Les flors són de color groc daurat i de 8- a 10-partides.
Es diferencien dues varietats: var. spathulatum i var. cruentum (Webb et Berth.) Praeger. Aquesta última només habita a les illes d'El Hierro i La Palma.